# Tapeinosperma netor
Tapeinosperma netor är en viveväxtart som beskrevs av André Guillaumin. Tapeinosperma netor ingår i släktet Tapeinosperma och familjen viveväxter. Inga underarter finns listade i Catalogue of Life.